# Inge Meysel
Pour les articles homonymes, voir Meysel.
Inge Meysel, née à Rixdorf (Empire allemand), aujourd'hui Berlin-Neukölln, le 30 mai 1910 et morte à Seevetal-Bullenhausen (Allemagne) le 10 juillet 2004, est une actrice allemande.

## Biographie
Inge Meysel fait un premier mariage avec l'acteur Helmuth Rudolph avant de se remarier avec le réalisateur John Olden (de).

## Filmographie partielle

### Au cinéma
- 1932 : Großstadtnacht : Pensionatszögling
- 1949 : Liebe '47 : Betty aus Berlin
- 1949 : Die Andere : Frau Horstmann
- 1950 : Schatten der Nacht : Lisa
- 1950 : Meine Nichte Susanne : Blanche, ihre Freundin
- 1950 : Der Fall Rabanser : Bruni
- 1950 : Taxi-Kitty : 1. Sekretärin
- 1951 : Engel im Abendkleid
- 1951 : Sensation in San Remo : Sekretärin
- 1951 : Kommen Sie am Ersten : Minnie Brand
- 1951 : Die Dubarry : Charlotte Adrian, Pensionsinhaberin
- 1952 : Valse dans la nuit : Auguste
- 1952 : Tanzende Sterne : Mutter von Sylvia
- 1954 : Der Mann meines Lebens : Frau Morawski
- 1955 : Le Général du Diable : Frau Korrianke
- 1956 : Ein Mann muß nicht immer schön sein : Frieda Hebe, Corsettiere
- 1956 : Uns gefällt die Welt : Frau Schneider
- 1958 : Docteur Crippen : Delphine, Haushälterin
- 1958 : Zone-Est interdite (Le monde a tremblé) (Nasser Asphalt) : Gustl
- 1958 : Immer die Radfahrer : Sylvia Koschinsky
- 1958 : La Jeune Fille de Moorhof (Das Mädchen vom Moorhof) : Frau Martinsson
- 1959 : Bobby Dodd greift ein
- 1959 : Des roses pour le procureur (Rosen für den Staatsanwalt) : Erna, Hausmädchen bei Schramms
- 1959 : Liebe verboten - Heiraten erlaubt : Mrs. Haslacher
- 1960 : Als geheilt entlassen : Oberschwester
- 1961 : Blond muß man sein auf Capri : Elfriede Gebhard
- 1961 : Sixième Étage (de) : Germaine Lescalier
- 1962 : Ihr schönster Tag : Anni Wiesner
- 1964 : Der Prozeß Carl von O. : Frau Küster
- 1964 : Ein Frauenarzt klagt an : Oberschwester Gertrud
- 1981 : Der rote Strumpf : Maria Panacek
- 1984 : Selbstbedienung : Die Frau
- 1984 : Mrs. Harris: Freund mit Rolls Royce : Ada Harris
- 1993 : Schlußabrechnung : Katia Gruen

### À la télévision
- 1969 : Die Ratten

## Récompenses et distinctions
- Médaille Ernst Reuter (de)